# Латвийский университет

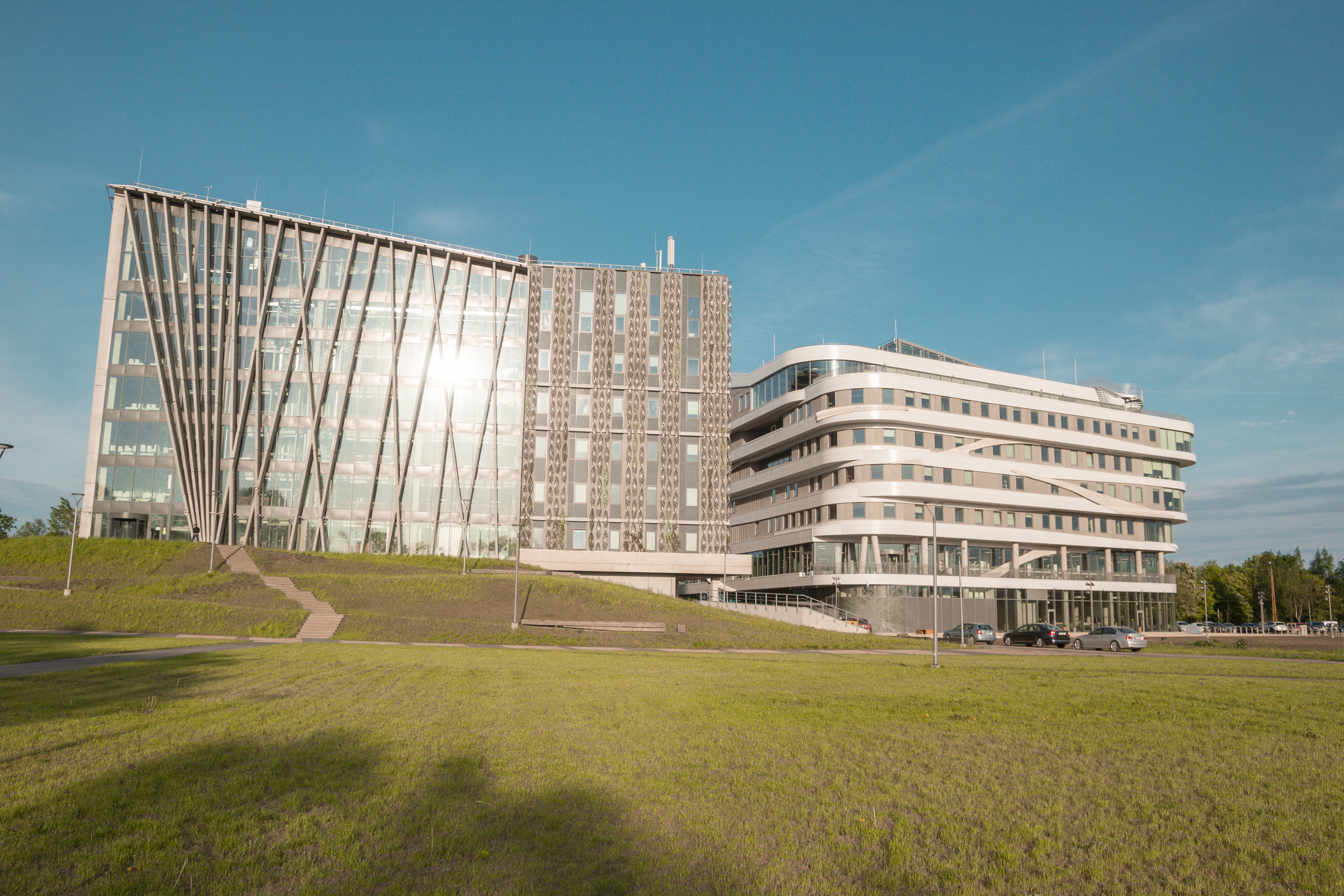
Дом естественных наук и Дом науки в новом учебном городке ЛУ в Торнякалнсе (2019)

Латвийский университет (латыш. Latvijas Universitāte), сокращённо ЛУ (LU) — крупнейший университет Латвии, один из центров латвийской науки и культуры, расположенный в Риге.
Латвийский университет стал прародителем многих вузов республики: Латвийского университета бионаук и технологий, Рижского университета имени Страдыня, от него в 1958 году были отделены технические факультеты и на их базе воссоздан Рижский технический университет.
Университет включает в себя 24 института и 13 факультетов, кроме того, в состав университета входят 17 учебных центров и других подразделений. Девиз: Scientiae et patriae (латыш. Zinātnei un tēvijai, рус. Науке и Отчизне). Университет входит в ассоциацию университетов Европы — Утрехтская сеть.
С марта 2024 года ректором является Гундарс Берзиньш.

## История
Основан как Латвийская высшая школа в 1919 году, современное название и статус получен в 1923 году.
Идея создания национального вуза выдвигалась во второй половине XIX века, однако реализована она была позднее. Первый съезд латвийских преподавателей произошёл 7—13 июня 1917 года в Эстонии, в городе Тарту, первым председателем национального вуза был выбран философ Паулс Дейл.
13 июня 1917 года было издано постановление «О Латвийской высшей школе». В комитет, формировавший новый вуз на площадях Рижского политехнического института, вошли П. Дейл, Э. Фельберг, Д. Осис, П. Номалс, Э. Лаубе, А. Бутулс, К. Каспарсонс, многие из них стали его первыми преподавателями.
Открытие Латвийской высшей школы произошло 28 сентября 1919 года в здании бывшего Рижского политехнического института. В 1923 году Латвийская высшая школа была переименована в Латвийский университет.
В советское время хронология, отражённая в официальном издании БСЭ, относила открытие вуза к кратковременному пребыванию у власти в Латвии коммунистов, когда согласно постановлению 8 февраля 1919 года начался набор студентов в Высшую школу Латвийской советской республики, прекратившую деятельность в мае этого же года, и восстановление его относилось к 1940 году, когда независимая Латвия была присоединена к СССР.

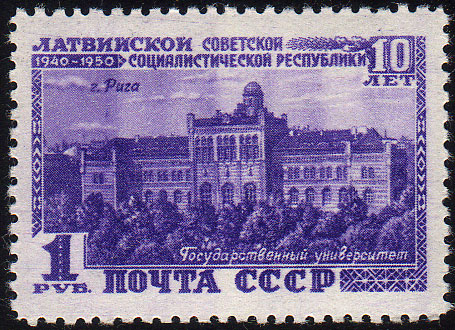
Почтовая марка СССР из серии «10-летие Латвийской Советской Социалистической Республики», выпущенная в 1950 году. На марке изображен Латвийский

### В советской Латвии
8 февраля 1919 года правительство Латвийской советской социалистической республики опубликовало в газете «Циня» подписанный председателем правительства Петром Стучкой и комиссаром народного образования Янисом Берзиньшем декрет о ликвидации созданной немецкой оккупационной властью Балтийской технической высшей школы и учреждении Латвийской высшей школы на базе ликвидированной, с преподаванием на латышском языке. Правила Высшей школы были составлены по образцу аналогичного документа вузов Советской России. Целью вуза, по замыслу заместителя комиссара народного образования Эрнста Эфферта, было образование трудового народа.
Открытие Высшей школы состоялось 20 февраля в Большой ауле бывшего Рижского политехнического института на бульваре Карла Маркса, 19. Материальной базой вуза послужили перенятые здания института (осенью 1918 года преобразованного немцами в Балтийскую техническую высшую школу), его инвентарь и ресурсы, частично возвращённые из эвакуации после закрытия института в Москве летом 1918 года. Организационными мероприятиями руководил отдел высших школ комиссариата народного образования под руководством Э. Эфферта.
7 марта был утвержден преподавательский состав вуза из 80 человек. 60 из них вернулись в Латвию из России, также были приняты на работу местные преподаватели со стажем работы не менее 5 лет. То, что для приёма абитуриентов существовал только возрастной критерий (не менее 16 лет) и занятия были бесплатные, привлекло большое количество желающих учиться. К 20 марта было набрано 3078 студентов, из которых только 64 % имели среднее образование. Для их подготовки к занятиям все отделения организовали курсы.
Председателем Совета вуза 7 мая был избран Пауль Вальден, который занимал этот пост до 22 мая 1919 года, когда Ригу заняли части прибалтийского ландесвера.

### В Латвийской Республике
Высшая школа возобновила работу 28 сентября 1919 года уже при правительстве Карлиса Улманиса.

#### Начальный этап
Конституция Латвийской высшей школы утверждена Сеймом 16 марта и опубликована в официальной газете «Valdības Vēstnesis» 28 марта 1923 года с присвоением ему имени Latvijas Universitāte (нем: Die lettländische Universität in Riga). Конституцией были утверждены принципы свободы и самоуправления университета.
В университете начали работать квалифицированные кадры, получившие образование и признание в царской России, — например, из Харькова приехал лингвист Янис Эндзелин. Преподавание в университете велось на латышском языке и было платным.

##### Плата за обучение
Когда плата за семестр была повышена до 2500 рублей в 1921 году, это вызвало протесты, так как около 1300 студентов не смогли бы внести такую плату. На это ректор Эрнест Фельсберг ответил, что на 2500 рублей можно купить неполный мешок ржи, так что как-никак платить придется и он надеется, что бедные не останутся за порогом университета. Предложение Студенческого совета согласовывать количество студентов с пропорцией жителей определённой национальности в стране и представителям национальностей, у которых первое превышает вторую, назначать повышенную плату, ректор назвал трудновыполнимым. Демографическая пропорция превышается только у евреев, которых на 1921 год на студенческой скамье 554 (16 %), среди них 92 — иностранцы, которые и так вносят тройную плату. 189 вписываются в пропорцию, остается 273, но как среди них выделить тех, которым следовало бы платить больше остальных, непонятно.

##### Количество студентов
В первые годы существования критике подвергалось количество студентов: считалось, что так много образованных людей Латвии не нужно и есть опасность, что люди обучатся и уедут питать своим умом другие страны. Ректор Э. Фелсберг объяснял наплыв студентов тем, что уже с 1915 года мало кому посчастливилось получить высшее образование или закончить его в нормальном порядке, а сейчас возможность это сделать открывается и для тех, кому не по карману были далёкие и дорогие университеты России. Поэтому в 1922/23 учебном году количество студентов достигнет пика, а затем снизится примерно до 3 тысяч. «Не думаю, что для Латвии это будет чересчур», — подчеркнул ректор. Самыми востребованными были профессии учителя, учителя и специалиста по сельскому хозяйству, и в работе у них не будет недостатка по меньшей мере лет 10. «Мы когда-то дойдём до ситуации, когда образованные учителя будут не только в средних, но и в начальных школах, врачей будет хватать не только в Риге, но также в Резекне и Лудзе, учёный агроном будет в каждом хозяйстве. Разве это не поднимет культуру Латвии в целом? Мне кажется, надо опасаться не того, что у нас будет слишком много специалистов, а того, чтобы они не чурались физического труда и были бы не только организаторами, но и исполнителями работ».

##### Латышскость
Ректор отверг упрёки в недостаточной латышскости университета, основанные на том, что лекции читаются по-русски и по-немецки и есть студенты, которые не знают латышского языка. «Организовать преподавание только на латышском невозможно: 33,8 % занятий проводится на русском, немецком и других языках. Хотя по многим предметам есть достаточное число преподавателей, владеющих латышским языком, не всех их можно привлечь в университет. По ряду предметов преподавателей-латышей нет, поэтому приходится поручать их нелатышам. Молодёжи через какое-то время придётся читать по-латышски, мы будем в этом неотступны. От всех значительных профессоров мы этого требовать не можем. Лучше пусть они читают свои науки на хорошем русском и немецком, чем на плохом латышском. Плохо владеющие латышским студенты могут быть на старших курсах, всех новых абитуриентов уже экзаменуют на знание латышского и устно, и письменно».

#### Роль в государстве
В этот период университету была поручена первая нострификация дипломов, выданных царскими и иностранными учебными заведениями. Преподавание в университете велось на немецком, латышском и русском языках. Однако после государственного переворота К. Улманиса произошла латышизация образовательного процесса, и немецкий и русский языки исчезли из преподавания. «Европейский дух стал понемногу выветриваться из университетских стен», — вспоминал об этом времени историк Пётр Крупников. Он также приводил отзыв посла США в СССР Джорджа Кеннана, жившего в Риге с 1931 по 1933 год до вступления в должность: в межвоенный период Рига была многоконфессиональным, богатым городом, но Улманису это все было не по нраву, и он «довел Ригу до уровня посредственности, и эта серость сохраняется поныне».
В 1938 году от ЛУ отделен факультет сельского и лесного хозяйства, который был переведен в Елгаву и послужил основой для создания Сельскохозяйственной академии.
В 1939—1941 годах университет покинули многие преподаватели — балтийские немцы, репатриировавшиеся в Германию.

### ЛГУ
В июле 1940 года, после присоединения Латвии к СССР, новое советское правительство ликвидировало автономный статус университета и преобразовало его в Латвийский государственный университет. Плата за обучение была отменена.
Во время нацистской оккупации в 1942 году университет получил название Рижский (нем. Universität in Riga). В это время были убиты многие преподаватели-евреи.
В 1944—1945 годах в Германию, Канаду, США, Австралию отправились вместе с отступающими немцами 60 — 65 % преподавателей ЛУ.
В 1950 году на базе медицинского факультета был создан Рижский медицинский институт.
В 1958 году от университета были отделены технические факультеты, на базе которых была возобновлена работа Рижского политехнического института.
С 1958 по 1990 год университет носил имя Петра Стучки. 19 марта 1990 года университету вернули исходное название.

### После восстановления независимости
15 мая 1991 года Конституционное собрание университета приняло Вторую конституцию, которая была утверждена Верховным Советом Латвийской Республики 18 сентября.
В 2014 году началось строительство корпусов нового учебного городка ЛУ в Торнякалнсе, намеченное до 2023 года. В нём были запланированы Дом естественных наук, Дом науки, Дом литературы, служебные гостиницы, спортивная инфраструктура и центр технологий.

### Академическая библиотека Латвийского университета
Старейшим учреждением Латвийского университета является Академическая библиотека (Bibliotheca Rigensis), основанная в 1524 году в Домской школе. Это одна из старейших библиотек в Европе. Передана университету в 2009 году от Академии наук, до того университет обслуживала только собственная университетская библиотека.
Предтечей Латвийского университета был основанный в 1862 году Рижский политехникум, преобразованный в 1896 году в институт. Для него в 1909 году по проекту профессора Отто Хоффмана построено здание с крылом вдоль улицы Архитекту.

## Названия
- Высшая школа Латвии (1919—1923)

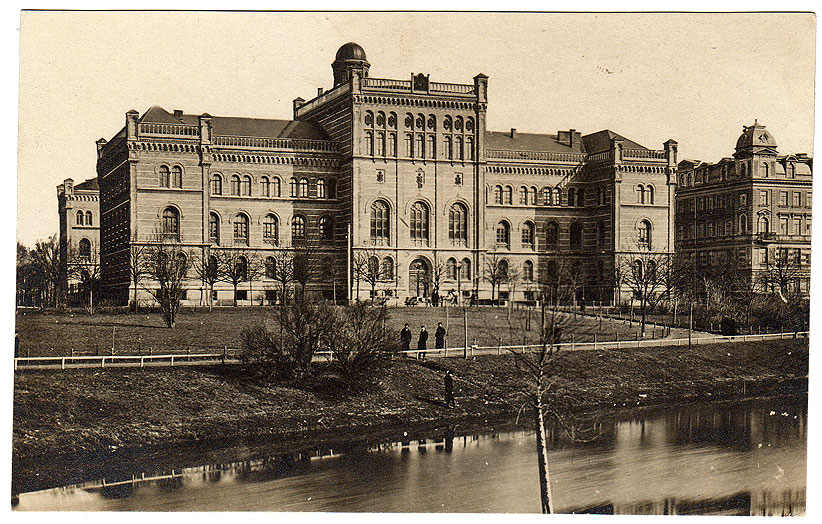
Здание Рижского политехникума на почтовой открытке начала XX века. Ныне здание Латвийского университета

- Латвийский университет (1923—1940)
- Латвийский государственный университет (1940—1941, 1944—1958)
- Рижский университет (1942—1944)
- Латвийский государственный университет им. П. Стучки (1958—1990)
- Латвийский университет (с 1990)

## Ректоры
- Муйжниекс, Индрикис
- Аузиньш, Марцис
- Лацис, Ивар
- Закис, Юрис
- Миллерс, Висварис
- Штейнберг, Валентин
- Юргенс, Янис (повторно)
- Кадекс, Матвей
- Приманис, Мартиньш (повторно)
- Юргенс, Янис
- Пашкевич, Янис
- Приманис, Мартиньш
- Аушкапс, Юлий
- Биманис, Мартиньш
- Зиле, Мартиньш
- Тентелис, Август
- Рубертс, Янис
- Лаубе, Эйжен
- Фелсбергс, Эрнест
- Вальден, Пауль

## Факультеты
1. Биологический
2. Компьютерных наук
3. Экономики и управления
4. Физики и математики
5. Географии и наук о Земле
6. Истории и философии
7. Гуманитарных наук
8. Юридический
9. Химический
10. Медицинский
11. Педагогики, психологии и искусства
12. Общественных наук
13. Богословский

## Институты
- Институт астрономии (при нём есть Обсерватория Балдоне)
- Институт атомной физики и спектроскопии
- Институт биологии
- Институт физики твердого тела
- Институт экспериментальной и клинической медицины
- Институт математики и информатики
- Институт философии и социологии
- Институт физики
- Институт геодезии и геоинформатики
- Институт исследования образования
- Институт химической физики
- Институт латышского языка
- Институт истории Латвии
- Институт литературы, искусства и фольклора
- Институт микробиологии и биотехнологий
- Институт механики полимеров
- Институт кардиологии
- Институт азиатских исследований
- Научный институт педагогики
- Институт социальных и политических исследований[13]

## Международное сотрудничество
Латвийский университет уделяет большое внимание развитию международного сотрудничества в целях содействия международной идентификации и укрепления хорошей репутации. Процессы интернационализации происходят в следующих областях:
- двусторонние соглашения о сотрудничестве (с 104 университетами в 37 странах)
- членство в международных организациях
- участие в международных образовательных и исследовательских программах и проектах
- обмен студентами и преподавателями (обмен статистическими данными)
- международное сотрудничество на уровне факультета, института, отдела и индивидуальном уровне.

Член EUA (Европейской Ассоциации Университетов), UNICA (сеть университетов из столиц Европы), BSRUN.
Активное участие университета в рамках двусторонних соглашений о партнёрстве и европейских программ, способствовала широкому сотрудничеству в рамках программы ERASMUS. Число соглашений с европейскими университетами-партнерами значительно выросло за последние 5 лет. В настоящее время университет Латвии подписал более 350 соглашений с 235 учреждений в 30 европейских странах.